# My Reflection
My Reflection – koncertowy album DVD Christiny Aguilery z zarejestrowanym koncertem z 2001 roku.

## Lista piosenek
1. „Reflection”
2. „Genie in a Bottle”
3. „Come on Over Baby (All I Want Is You)”
4. „What a Girl Wants”
5. „So Emotional” (duet z Lil’ Bow Wowem)
6. „I Turn to You”
7. „At Last”
8. „Contigo en la Distancia”
9. „Climb Every Mountain”
10. „Falsas Esperanzas”
11. „Alright Now”
12. „Merry Christmas, Baby” (wraz z Dr. Johnem)
13. „Have Yourself a Merry Little Christmas” (wraz z Brianem McKnightem)
14. „Christmas Time” (wraz Lil’ Bow Wowem)

### Bonus
Wideoklipy:
- „Genio Atrapado”
- „Por Siempre Tú”
- „Ven Conmigo (Solamente Tú)”
- „The Christmas Song”

## Pozycje na listach przebojów
| Notowanie (2001)                | Najwyższa pozycja |
| ------------------------------- | ----------------- |
| Australia Music Videos (ARIA)   | 4                 |
| US Top Music Videos (Billboard) | 1                 |